# Павле Миладиновић
Павле Миладиновић (Пожаревац, 1946) српски је сликар, графичар и педагог. Као ликовни педагог радио је у ОШ „Доситеј Обрадовић” у Пожаревцу.
Члан је Удружења ликовних уметника Србије (УЛУС) од 1989. године и Удружења ликовних стваралаца (УЛИС) „Милена Павловић Барили” у Пожаревцу.

## Биографија
Дипломирао на Вишој уметничкој школи у Београду 1971. године у класи проф. Анте Абрамовића и Милуна Митровића. Графику је приватно стyдирао у атељеу магистра графике Мирослава Арсића. Остварио је стyдијска путовања у Италији, Грчкој и Француској. Учествовао је на многобројним изложбама и ликовним колонијама у земљи и иностранству. Организатор је ликовних колонија и сабора у Браничевском округy. Члан је уметничког савета Галерије савремене уметности у Пожаревцу. Учесник је у бројним ликовним и култyрним манифестацијама у граду. Урадио пет мурала у свом граду.

## Важније самосталне изложбе
- 1965, 1991, 1997, 2001, 2009, 2016. - Галерија Народног музеја, Пожаревац,
- 1968. - Галерија ЈНА, Ново Место.
- 1993. - Галерија Графичког колектива, Београд,
- 1997. - Велико Градиште,
- 1997. - Галерија дома омладине, Обреновац,
- 1998. - Галерија Руског дома, Београд,
- 2002. - Галерија водовода, Београд,
- 2004. - Галерија Дома Војске Србије, Београд,
- 2005. - Галерија модерне уметности, Смедеревска Паланка,
- 2006. - Галерија центра за култyру, Смедерево,
- 2006. - Галерија центра за култyру, Ниш
- 2012. - Галерија Дунав - АРС, Београд,

## Важније колективне изложбе
- 1972. - Суботица, Галерија младих,
- 1974. - Београд, Изложба цртежа младих уметника, Галерија дома ЈНА,
- 1976. - Београд, Ниш, Чачак, Крагујевац, Пролећна изложба УЛУС-а,
- 1977. - Сомбор, VI тријенале савремене уметности,
- 1989, 1992, 1994, 1998, 2000, 2002, 2004, 2006, 2008, 2010. - Г. Милановац, Интернационални бијенале минијатурне уметности,
- 1990. - Београд, Мајска изложба графике, Галерија Графички колектив,
- 1990. - Битољ, VII тријенале југословенске графике,
- 1990. - Fredrikstade (Норвешka), Тријенале графике,
- 1990. - Барселона (Шпанија), изложба мале графике,
- 1991. - Београд, изложба мале графике, Галерија Графички копектив,
- 1993. - Cadaquas (Шпанија),  изложба „Mini print”,
- 1993. - Београд, Мајска изложба графике у Графичком колективу,
- 1993. - Лесковац, Југословенска изложба мале графике,
- 1994. - Београд, Мајска изложба графике, Графички колектив,
- 1994. - Cadaquas (Шпанија),  изложба „”,
- 1995. - Стокхолм (Шведска), II интернационална изложба минијаryрне уметности,
- 1995. - Београд, Мајска изложба мале графике, Галерија Графички колектив,
- 1996. - Сaпoрo (Јапан), Међународна изложба графике,
- 1996. - Cadaques (Шпанија), XVI изложба „”,
- 1997. - Лесковац - Београд, Међународни бијенале мале графике,
- 1997. - Барселона (Шпанија), изложба „”,
- 1998. - Ријека (Хрватска), изложба ,
- 1998. - Барселона (Шпанија), изложба „”,
- 1999. - Беч (Аустрија), изложба савремене југословенске графике,
- 1999. - Барселона, Париз, Лондон, изложба „”
- 2000. - Пожаревац, изложба цртежа и графике савремених југословенских уметника, Народни музеј,
- 2000. -  Halsberg, Orebro (Шведска) бијенале графике „”,
- 2000. -  Ријека (Хрватска), изложба ,
- 2001. - Bija Mare (Румунија), изложба графике,
- 2001. - Ковин, Октобарски салон, Галерија Дома кулtyре,
- 2002. - Солун (Грчка), Интербалкански форум ,
- 2002. - Смедерево,  бијенале ликовне и примењене уметности,
- 2002. - Ковин, Октобарски ликовни салон, Галерија Дома културе,
- 2003. - Ниш, Изложба нишког графичког круга,
- 2003. - Нитра (Словачка), изложба мале графике,
- 2003. -  Ковин, Октобарски ликовни салон,
- 2003. - Смедерево, Изложба графика ликовне колоније,
- 2004. - Београд, Изложба са колоније Рајац, Галерија ВС,
- 2004. - Ковин, Октобарски ликовни салон, Дом културе,
- 2004. - Петровац на Млави, „Браничевска палета”,
- 2005. - Никшић, (Црна Гора), Први међународни бијенале,
- 2005. - Смедерево, Међународна изложба графика, Центар за култyру,
- 2006. - Смедерево,  бијенале лиkовне и примењене уметности,
- 2007. - Барселона (Шпанија), изложба мале графике,
- 2007. - Панчево, Exlibris, Историјски архив,
- 2008. - Београд, бијенале графике, Павиљон „Цвијета Зузорић",
- 2008. - Будимпешта, изложба мале графике,
- 2008. - Израел, изложба цртежа,
- 2009. - Пожаревац, ХII бијенале „У светлости Милене",
- 2009. - Краљево, Новембарски ликовни салон,
- 2009. - Ковин, Октобарски салон,
- 2010. - Шабац, 17. изложба цртежа,
- 2010. - Смедерево, бијенале ликовне и примењене уметности,
- 2011. - Бaлатон, IV салон уметности,
- 2012. - Шабац, мајски салон,
- 2015. - Солун, међународна изложба,
- 2017. - Панчево, VI међународни ,
- 2018. - Јанош Халма, Народни музеј,
- 2018. - Панчево, VII Ex libris.

## Награде и признања
- 1972. - Награда за цртеж на изложби младих, Суботица,
- 1985. - Повеља културе Града Пожаревца,
- 1986. - Прва награда за цртеж на пролећној изложби УЛИС-а,
- 1988. - Прва награда за идејно решења логотипа за сусрете другарства, Пожаревац,
- 1995. - Награда просветних радника, Пожаревац,
- 1997. - Златна значка КП3 Србије,
- 2000. - Повеља града за идејно решење плаката и знака Љубичевских коњичких игара
- 2004. - Награда за сценографију, Пожаревац
- 2008. - Повеља Града Пожаревца за ликовну уметност
- 2016. - Специјална награда на V Балатон Салону у Мађарској.